# Коле Морело (Изернија)
Коле Морело је насеље у Италији у округу Изернија, региону Молизе.
Према процени из 2011. у насељу је живело 43 становника. Насеље се налази на надморској висини од 821 м.